# Focus Home Interactive
Focus Home Interactive is een onafhankelijk Frans softwarebedrijf uit Parijs, opgericht in 1996. Het bedrijf werkt vooral als uitgever van computerspellen, maar heeft soms ook de functie als distributeur in Frankrijk en de rest van Europa.
Op 25 juni 2010 werd bekendgemaakt dat Focus Home Interactive de franchise Cities XL heeft opgekocht van het failliete Franse bedrijf Monte Cristo.

## Ontwikkelde spellen
| Titel                                              | Platform(en)                                                        | Jaar | Rol                       |
| -------------------------------------------------- | ------------------------------------------------------------------- | ---- | ------------------------- |
| Cycling Manager                                    | Microsoft Windows                                                   | 2001 | Uitgever                  |
| Virtual Skipper                                    | Microsoft Windows                                                   | 2001 | Uitgever                  |
| Cycling Manager 2                                  | Microsoft Windows                                                   | 2002 | Uitgever                  |
| Virtual Skipper 2                                  | Microsoft Windows                                                   | 2002 | Uitgever                  |
| Cycling Manager 3                                  | Microsoft Windows                                                   | 2003 | Uitgever en distributeur  |
| Fire Department                                    | Microsoft Windows                                                   | 2003 | Uitgever en distributeur  |
| Runaway: A Road Adventure                          | Microsoft Windows                                                   | 2003 | Uitgever                  |
| TrackMania                                         | Microsoft Windows                                                   | 2003 | Uitgever                  |
| Virtual Skipper 3                                  | Microsoft Windows                                                   | 2003 | Uitgever                  |
| Chaos League                                       | Microsoft Windows                                                   | 2004 | Uitgever                  |
| Chaos League: Sudden Death                         | Microsoft Windows                                                   | 2004 | Uitgever                  |
| Cycling Manager 4: Season 2004-2005                | Microsoft Windows                                                   | 2004 | Uitgever                  |
| Fire Department 2                                  | Microsoft Windows                                                   | 2004 | Distributeur              |
| Pro Rugby Manager 2004                             | Microsoft Windows                                                   | 2004 | Uitgever                  |
| TrackMania Power Up!                               | Microsoft Windows                                                   | 2004 | Uitgever                  |
| Pro Cycling Manager                                | Microsoft Windows                                                   | 2005 | Uitgever                  |
| Pro Rugby Manager 2005                             | Microsoft Windows                                                   | 2005 | Uitgever                  |
| TrackMania Speed Up!                               | Microsoft Windows                                                   | 2005 | Uitgever                  |
| TrackMania Sunrise                                 | Microsoft Windows                                                   | 2005 | Uitgever                  |
| TrackMania Sunrise eXtreme!                        | Microsoft Windows                                                   | 2005 | Uitgever                  |
| Virtual Skipper 4                                  | Microsoft Windows                                                   | 2005 | Uitgever                  |
| City Life                                          | Microsoft Windows                                                   | 2006 | Distributeur              |
| Fire Department 3                                  | Microsoft Windows                                                   | 2006 | Uitgever                  |
| Pro Cycling Manager 2006                           | Microsoft Windows                                                   | 2006 | Uitgever                  |
| TrackMania Nations                                 | Microsoft Windows                                                   | 2006 | Uitgever                  |
| TrackMania United                                  | Microsoft Windows                                                   | 2006 | Uitgever                  |
| City Life Edition 2008                             | Microsoft Windows                                                   | 2007 | Uitgever                  |
| Pro Cycling Manager 2007                           | Microsoft Windows                                                   | 2007 | Uitgever                  |
| Runaway 2: The Dream of The Turtle                 | Microsoft Windows, Nintendo DS                                      | 2007 | Uitgever en distributeur  |
| City Life                                          | Nintendo DS                                                         | 2008 | Uitgever                  |
| Dracula: Origin                                    | Microsoft Windows                                                   | 2008 | Uitgever                  |
| Pro Cycling Manager 2008                           | Microsoft Windows                                                   | 2008 | Uitgever                  |
| Sherlock Holmes: The Awakened                      | Microsoft Windows                                                   | 2008 | Uitgever                  |
| TrackMania DS                                      | Nintendo DS                                                         | 2008 | Uitgever                  |
| Trackmania Nations Forever                         | Microsoft Windows                                                   | 2008 | Uitgever                  |
| Trackmania United Forever                          | Microsoft Windows                                                   | 2008 | Uitgever                  |
| Virtual Skipper 5: 32nd America's Cup: The Game    | Microsoft Windows                                                   | 2008 | Uitgever                  |
| Blood Bowl                                         | Microsoft Windows, Nintendo DS, Xbox 360, PlayStation Portable      | 2009 | Uitgever                  |
| Cities XL                                          | Microsoft Windows                                                   | 2009 | Distributeur              |
| Divinity II                                        | Microsoft Windows                                                   | 2009 | Uitgever                  |
| Pro Cycling Manager 2009                           | Microsoft Windows                                                   | 2009 | Uitgever                  |
| Runaway 3: A Twist of Fate                         | Microsoft Windows, Nintendo DS                                      | 2009 | Uitgever en distributeur  |
| Sherlock Holmes and the Mystery of the Frozen City | Nintendo DS                                                         | 2009 | Uitgever                  |
| Sherlock Holmes Versus Jack the Ripper             | Microsoft Windows, Xbox 360, Nintendo DS                            | 2009 | Uitgever                  |
| Trackmania United Forever 2010 Edition             | Microsoft Windows                                                   | 2009 | Uitgever                  |
| Cities XL 2011                                     | Microsoft Windows                                                   | 2010 | Uitgever                  |
| Faery: Legends of Avalon                           | Microsoft Windows                                                   | 2010 | Uitgever                  |
| Pro Cycling Manager 2010                           | Microsoft Windows                                                   | 2010 | Uitgever                  |
| A Game of Thrones: Genesis                         | Microsoft Windows                                                   | 2011 | Uitgever                  |
| Cities XL 2012                                     | Microsoft Windows                                                   | 2011 | Uitgever                  |
| Pro Cycling Manager 2011                           | Microsoft Windows                                                   | 2011 | Uitgever                  |
| Blood Bowl: Chaos Edition                          | Microsoft Windows                                                   | 2012 | Uitgever                  |
| Confrontation                                      | Microsoft Windows                                                   | 2012 | Uitgever                  |
| Farming Simulator 2013                             | Microsoft Windows                                                   | 2012 | Uitgever                  |
| Game of Thrones                                    | Microsoft Windows                                                   | 2012 | Uitgever                  |
| Of Orcs and Men                                    | Microsoft Windows, PlayStation 3, Xbox 360                          | 2012 | Uitgever                  |
| Pro Cycling Manager 2012                           | Microsoft Windows                                                   | 2012 | Uitgever                  |
| Super Knights                                      | Android                                                             | 2012 | Uitgever                  |
| The Testament of Sherlock Holmes                   | Microsoft Windows                                                   | 2012 | Uitgever                  |
| Wargame: European Escalation                       | Microsoft Windows, Linux, OS X                                      | 2012 | Uitgever                  |
| Yesterday                                          | Microsoft Windows                                                   | 2012 | Distributeur              |
| Contrast                                           | Microsoft Windows, PlayStation 3, Xbox 360                          | 2013 | Uitgever                  |
| Final Exam                                         | Microsoft Windows, PlayStation 3, Xbox 360                          | 2013 | Uitgever                  |
| Magrunner: Dark Pulse                              | Microsoft Windows, PlayStation 3, Xbox 360                          | 2013 | Uitgever                  |
| Mars: War Logs                                     | Microsoft Windows, PlayStation 3, Xbox 360                          | 2013 | Uitgever                  |
| Pro Cycling Manager 2013                           | Microsoft Windows                                                   | 2013 | Uitgever                  |
| Wargame: AirLand Battle                            | Microsoft Windows, Linux, OS X                                      | 2013 | Uitgever                  |
| Bound by Flame                                     | Microsoft Windows, PlayStation 3, PlayStation 4, Xbox 360           | 2014 | Uitgever en distributeur  |
| Farming Simulator 15                               | Microsoft Windows                                                   | 2014 | Uitgever                  |
| Mordheim: City of the Damned                       | Microsoft Windows                                                   | 2014 | Uitgever                  |
| Sherlock Holmes: Crimes & Punishments              | Microsoft Windows, PlayStation 3, PlayStation 4, Xbox 360, Xbox One | 2014 | Uitgever                  |
| Styx: Master of Shadows                            | Microsoft Windows, PlayStation 4, Xbox One                          | 2014 | Uitgever                  |
| The Walking Dead: Season One (Retail)              | PlayStation 4, Xbox One                                             | 2014 | Distributeur in Frankrijk |
| The Walking Dead: Season Two (Retail)              | PlayStation 4, Xbox One, PlayStation 3, Xbox 360, Microsoft Windows | 2014 | Distributeur in Frankrijk |
| Wargame: Red Dragon                                | Microsoft Windows, Linux, OS X                                      | 2014 | Uitgever                  |
| The Wolf Among Us (Retail)                         | Microsoft Windows, PlayStation 4, Xbox One, PlayStation 3, Xbox 360 | 2014 | Distributeur in Frankrijk |
| Cities XXL                                         | Microsoft Windows                                                   | 2015 | Uitgever                  |
| Battlefleet Gothic: Armada                         | Microsoft Windows                                                   | NNB  | Uitgever                  |